# Gheorghe Brandabura
Gheorghe Brandabura (* 23. Februar 1913 in Fedeleșoiu, Kreis Argeș) war ein rumänischer Fußballspieler. Er kam in 148 Begegnungen der höchsten rumänischen Spielklasse, der Divizia A, zum Einsatz und stand im Kader für die Fußball-Weltmeisterschaft 1938.

## Karriere
Brandabura begann mit dem Fußballspielen bei Juventus Bukarest, wo er im Jahr 1930 im Alter von 17 Jahren in die erste Mannschaft des amtierenden Meisters aufrückte. Da es Juventus in den Folgejahren nicht mehr gelang, sich für die Endrunde um die rumänische Fußballmeisterschaft zu qualifizieren, und da die Mannschaft nicht zu den Gründungsmitgliedern der Divizia A zählte, gab Brandabura erst am 17. September 1933 seinen Einstand auf überregionaler Ebene.
Die Zeit bei Juventus verlief ohne herausragende sportliche Erfolge. Nach dem Abstieg am Ende der Saison 1939/40 verließ Brandabura den Klub und wechselte zum Lokalrivalen Venus Bukarest, einem der führenden rumänischen Vereine der 1930er-Jahre. Auch mit Venus gelang Brandabura nicht der große Wurf. Bedingt durch den Ausbruch des Zweiten Weltkrieges und der damit verbundenen Einstellung der Divizia A blieb lediglich der rumänische Pokal. Auch hier steht lediglich ein zweiter Platz aus dem Jahr 1940 zu Buche, als das entscheidende Spiel in der darauffolgenden Saison ausgetragen wurde.
Nach Kriegsende wurde Venus entgegen den zuvor erreichten Qualifikationen nicht in die Divizia A, sondern in die zweitklassige Divizia B eingeteilt, als der Spielbetrieb im Jahr 1946 wieder aufgenommen wurde. Brandabura blieb dem Verein dennoch treu und beendete im Jahr 1948 seine Karriere.

## Nationalmannschaft
Brandabura bestritt vier Spiele für die rumänische Fußballnationalmannschaft. Sein Debüt gab er am 8. Juli 1937 gegen Litauen. Im folgenden Jahr stand er im Kader Rumäniens für die Fußball-Weltmeisterschaft 1938 in Frankreich, kam dort aber nicht zum Einsatz.

## Erfolge
- WM-Teilnehmer: 1938 (Ersatzspieler)